# Hyperyboella orphania
Hyperyboella orphania är en insektsart som beskrevs av Günther, K. 1938. Hyperyboella orphania ingår i släktet Hyperyboella och familjen torngräshoppor. Inga underarter finns listade i Catalogue of Life.